# Lista över fornlämningar i Falköpings kommun (Ugglum)
Lista över fornlämningar i Falköpings kommun (Ugglum) är en förteckning av ett urval av de fornlämningar som finns i Ugglum i Falköpings kommun.
| Namn                       | Lämningstyp                 | Tillkomsttid | Historisk indelning   | Plats | Läge                 | ID-nr          | Bild                                 |
| -------------------------- | --------------------------- | ------------ | --------------------- | ----- | -------------------- | -------------- | ------------------------------------ |
| Ugglum 2:1                 | Stensättning                |              | Ugglum, Västergötland |       | 58.242057, 13.517480 | 10207300020001 | Ladda upp en bild av detta fornminne |
| Ugglum 2:2                 | Stensättning                |              | Ugglum, Västergötland |       | 58.242216, 13.517318 | 10207300020002 | Ladda upp en bild av detta fornminne |
| Ugglum 3:1                 | Stensättning                |              | Ugglum, Västergötland |       | 58.240521, 13.516358 | 10207300030001 | Ladda upp en bild av detta fornminne |
| Ugglum 4:1                 | Stensättning                |              | Ugglum, Västergötland |       | 58.238597, 13.511648 | 10207300040001 | Ladda upp en bild av detta fornminne |
| Ugglum 5:1                 | Stenkrets                   |              | Ugglum, Västergötland |       | 58.239310, 13.508405 | 10207300050001 | Ladda upp en bild av detta fornminne |
| Ugglum 7:1                 | Hög                         |              | Ugglum, Västergötland |       | 58.241651, 13.510131 | 10207300070001 | Ladda upp en bild av detta fornminne |
| Ugglum 7:3                 | Stensättning                |              | Ugglum, Västergötland |       | 58.241011, 13.509245 | 10207300070003 | Ladda upp en bild av detta fornminne |
| Ugglum 7:4                 | Stensättning                |              | Ugglum, Västergötland |       | 58.240926, 13.508995 | 10207300070004 | Ladda upp en bild av detta fornminne |
| Långaberget (Ugglum 9:1)   | Gravfält                    |              | Ugglum, Västergötland |       | 58.245941, 13.509938 | 10207300090001 | Ladda upp en bild av detta fornminne |
| Ugglum 10:1                | Hög                         |              | Ugglum, Västergötland |       | 58.244182, 13.512234 | 10207300100001 | Ladda upp en bild av detta fornminne |
| Ugglum 10:2                | Hög                         |              | Ugglum, Västergötland |       | 58.243812, 13.513111 | 10207300100002 | Ladda upp en bild av detta fornminne |
| Ugglum 11:1                | Gravfält                    |              | Ugglum, Västergötland |       | 58.244791, 13.514578 | 10207300110001 | Ladda upp en bild av detta fornminne |
| Ugglum 12:1                | Stensättning                |              | Ugglum, Västergötland |       | 58.247585, 13.509326 | 10207300120001 | Ladda upp en bild av detta fornminne |
| Ugglum 12:2                | Stensättning                |              | Ugglum, Västergötland |       | 58.247410, 13.509576 | 10207300120002 | Ladda upp en bild av detta fornminne |
| Ugglum 12:4                | Hällristning                |              | Ugglum, Västergötland |       | 58.247370, 13.509392 | 10207300120004 | Ladda upp en bild av detta fornminne |
| Ugglum 12:6                | Grav markerad av sten/block |              | Ugglum, Västergötland |       | 58.247853, 13.509853 | 10207300120006 | Ladda upp en bild av detta fornminne |
| Ugglum 12:7                | Grav markerad av sten/block |              | Ugglum, Västergötland |       | 58.247794, 13.509959 | 10207300120007 | Ladda upp en bild av detta fornminne |
| Ugglum 12:8                | Grav markerad av sten/block |              | Ugglum, Västergötland |       | 58.247738, 13.509843 | 10207300120008 | Ladda upp en bild av detta fornminne |
| Ugglum 12:9                | Stensättning                |              | Ugglum, Västergötland |       | 58.247645, 13.510599 | 10207300120009 | Ladda upp en bild av detta fornminne |
| Ugglum 23:1                | Stensättning                |              | Ugglum, Västergötland |       | 58.243362, 13.519188 | 10207300230001 | Ladda upp en bild av detta fornminne |
| Ugglum 24:1                | Stensättning                |              | Ugglum, Västergötland |       | 58.237611, 13.498599 | 10207300240001 | Ladda upp en bild av detta fornminne |
| Ugglum 25:1                | Hög                         |              | Ugglum, Västergötland |       | 58.237857, 13.491765 | 10207300250001 | Ladda upp en bild av detta fornminne |
| Ugglum 26:1                | Stenkrets                   |              | Ugglum, Västergötland |       | 58.235579, 13.481770 | 10207300260001 | Ladda upp en bild av detta fornminne |
| Skäggabacken (Ugglum 29:1) | Gravfält                    |              | Ugglum, Västergötland |       | 58.234338, 13.501914 | 10207300290001 | Ladda upp en bild av detta fornminne |
| Ugglum 30:1                | Stensättning                |              | Ugglum, Västergötland |       | 58.233630, 13.496716 | 10207300300001 | Ladda upp en bild av detta fornminne |
| Ugglum 32:1                | Hög                         |              | Ugglum, Västergötland |       | 58.237847, 13.503621 | 10207300320001 | Ladda upp en bild av detta fornminne |
| Ugglum 34:1                | Stensättning                |              | Ugglum, Västergötland |       | 58.228686, 13.483996 | 10207300340001 | Ladda upp en bild av detta fornminne |
| Höge rör (Ugglum 38:1)     | Stensättning                |              | Ugglum, Västergötland |       | 58.224425, 13.486374 | 10207300380001 | Ladda upp en bild av detta fornminne |
| Ugglum 41:1                | Stensättning                |              | Ugglum, Västergötland |       | 58.243457, 13.505887 | 10207300410001 | Ladda upp en bild av detta fornminne |
| Ugglum 41:2                | Stensättning                |              | Ugglum, Västergötland |       | 58.243298, 13.505733 | 10207300410002 | Ladda upp en bild av detta fornminne |
| Ugglum 45:1                | Gravfält                    |              | Ugglum, Västergötland |       | 58.236170, 13.509564 | 10207300450001 | Ladda upp en bild av detta fornminne |
| Ugglum 47:1                | Stensättning                |              | Ugglum, Västergötland |       | 58.244008, 13.518667 | 10207300470001 | Ladda upp en bild av detta fornminne |
| Ugglum 54:1                | Stensättning                |              | Ugglum, Västergötland |       | 58.251964, 13.507695 | 10207300540001 | Ladda upp en bild av detta fornminne |
| Ugglum 56:1                | Stensättning                |              | Ugglum, Västergötland |       | 58.234138, 13.497323 | 10207300560001 | Ladda upp en bild av detta fornminne |
| Ugglum 56:3                | Stensättning                |              | Ugglum, Västergötland |       | 58.234280, 13.497735 | 10207300560003 | Ladda upp en bild av detta fornminne |
| Ugglum 63:1                | Hög                         |              | Ugglum, Västergötland |       | 58.235802, 13.498399 | 10207300630001 | Ladda upp en bild av detta fornminne |
| Ugglum 70:1                | Hög                         |              | Ugglum, Västergötland |       | 58.241677, 13.504198 | 10207300700001 | Ladda upp en bild av detta fornminne |
| Ugglum 72:1                | Stensättning                |              | Ugglum, Västergötland |       | 58.232853, 13.501452 | 10207300720001 | Ladda upp en bild av detta fornminne |
| Ugglum 73:1                | Hög                         |              | Ugglum, Västergötland |       | 58.232446, 13.499516 | 10207300730001 | Ladda upp en bild av detta fornminne |
| Ugglum 76:1                | Hög                         |              | Ugglum, Västergötland |       | 58.242163, 13.497393 | 10207300760001 | Ladda upp en bild av detta fornminne |
| Ugglum 77:1                | Stensättning                |              | Ugglum, Västergötland |       | 58.240215, 13.500967 | 10207300770001 | Ladda upp en bild av detta fornminne |
| Ugglum 77:2                | Stensättning                |              | Ugglum, Västergötland |       | 58.240142, 13.500738 | 10207300770002 | Ladda upp en bild av detta fornminne |
| Ugglum 77:3                | Stensättning                |              | Ugglum, Västergötland |       | 58.240107, 13.500542 | 10207300770003 | Ladda upp en bild av detta fornminne |
| Ugglum 78:1                | Stensättning                |              | Ugglum, Västergötland |       | 58.239804, 13.499934 | 10207300780001 | Ladda upp en bild av detta fornminne |
| Ugglum 78:2                | Stensättning                |              | Ugglum, Västergötland |       | 58.239641, 13.499247 | 10207300780002 | Ladda upp en bild av detta fornminne |
| Ugglum 83:1                | Hällristning                |              | Ugglum, Västergötland |       | 58.236246, 13.510572 | 10207300830001 | Ladda upp en bild av detta fornminne |
| Ugglum 89:1                | Stensättning                |              | Ugglum, Västergötland |       | 58.243366, 13.518438 | 10207300890001 | Ladda upp en bild av detta fornminne |
| Ugglum 89:2                | Stensättning                |              | Ugglum, Västergötland |       | 58.243452, 13.518245 | 10207300890002 | Ladda upp en bild av detta fornminne |
| Ugglum 89:3                | Stensättning                |              | Ugglum, Västergötland |       | 58.243529, 13.518052 | 10207300890003 | Ladda upp en bild av detta fornminne |
| Ugglum 89:4                | Stensättning                |              | Ugglum, Västergötland |       | 58.243570, 13.517845 | 10207300890004 | Ladda upp en bild av detta fornminne |
| Ugglum 100:1               | Stensättning                |              | Ugglum, Västergötland |       | 58.247751, 13.502421 | 10207301000001 | Ladda upp en bild av detta fornminne |